# کوروشچن
کوروشچن (به لهستانی:  Koroszczyn) یک روستا در لهستان است که در گمینا ترسپول واقع شده‌است. کوروشچن  ۶۶۰ نفر جمعیت دارد.